# Конвенція про правовий статус Каспійського моря
Конвенція про правовий статус Каспійського моря — міжнародний договір між Азербайджаном, Іраном, Казахстаном, Росією, Туркменістаном, підписаний в рамках П'ятого каспійського саміту в казахстанському місті Актау. Даний міжнародний договір замінив собою радянсько-іранські домовленості 1921 і 1940 років відносно Каспійського моря.
У відповідності з конвенцією, основна площа водної поверхні Каспійського моря визнається морем, а не озером, з витікаючими з цього юридичними наслідками. Каспійське море залишається у загальному користуванні сторін, а дно і надра діляться сусідніми державами на ділянки за домовленістю між ними на основі міжнародного права. Судноплавство, рибальство, наукові дослідження і прокладання магістральних трубопроводів здійснюються за погодженими сторонами правилами. Зокрема під час прокладання магістрального трубопроводу по дну моря потрібна згода лише тієї сторони, через чий сектор буде пролягати трубопровід. У конвенції також зафіксовано положення про недопущення присутності на Каспії збройних сил, які не належать сторонам договору, а також визначає п'ять прикаспійських держав відповідальними за підтримання безпеки на морі і управління його ресурсами.

## Історія
В цілях вироблення Конвенції про правовий статус Каспійського моря в 1996 році прикаспійськими державами була створена спеціальна робоча група (СРГ) на рівні заступників міністрів закордонних справ. Погодження документа тривало понад 20 років перед його підписанням 12 серпня 2018 року главами п'яти прикаспійських держав на саміті в Казахстані. За роки погодження договору (1996—2018 рр.) між сторонами було проведено 51 засідання СРГ, більше 10 зустрічей міністрів закордонних справ та 4 президентських саміту 2002 року в Ашхабаді, в 2007 році в Тегерані, в 2010 році в Баку і в 2014 році в Астрахані.

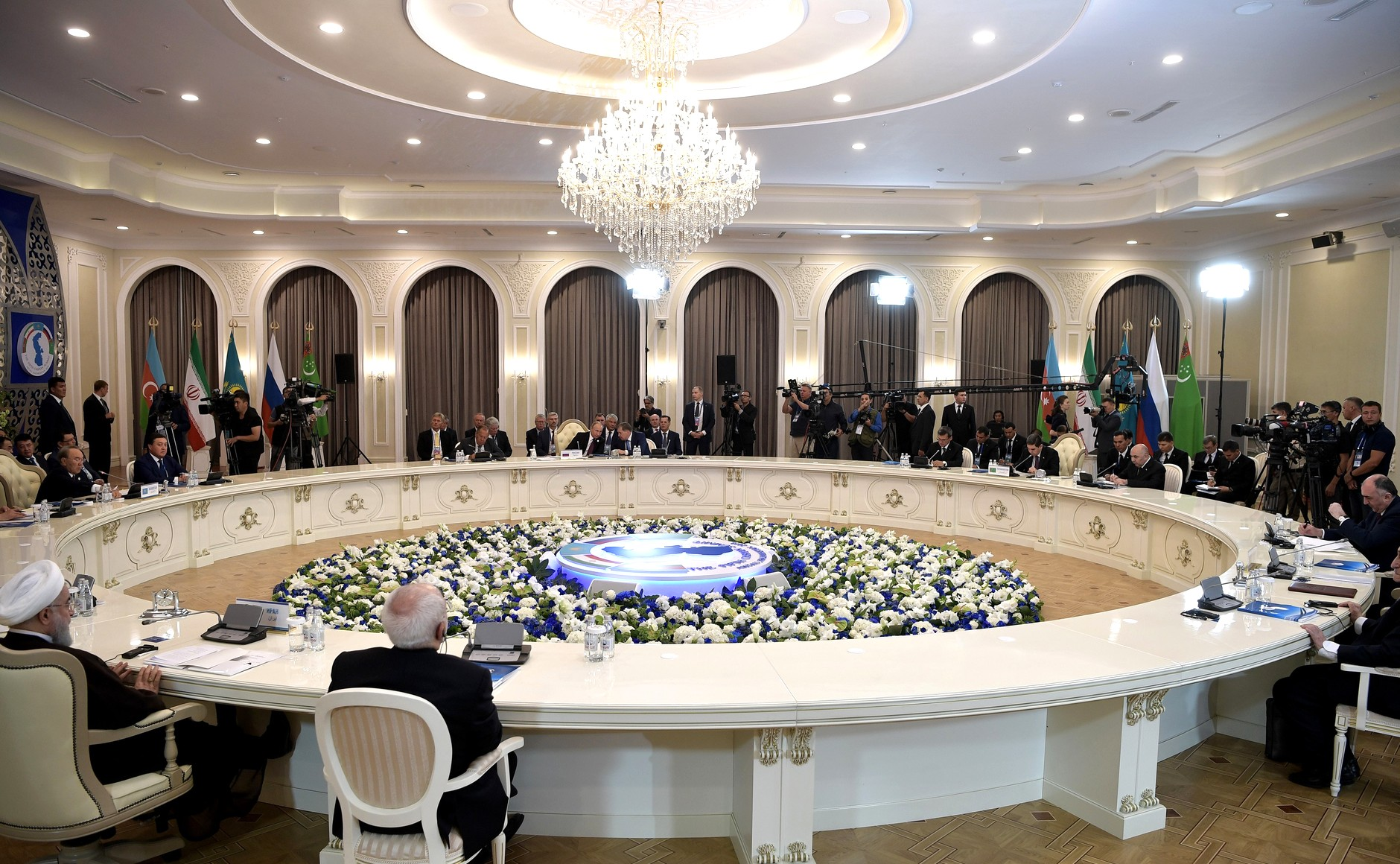
П'ятий каспійський саміт, на якому підписано «Актауская конвенція».
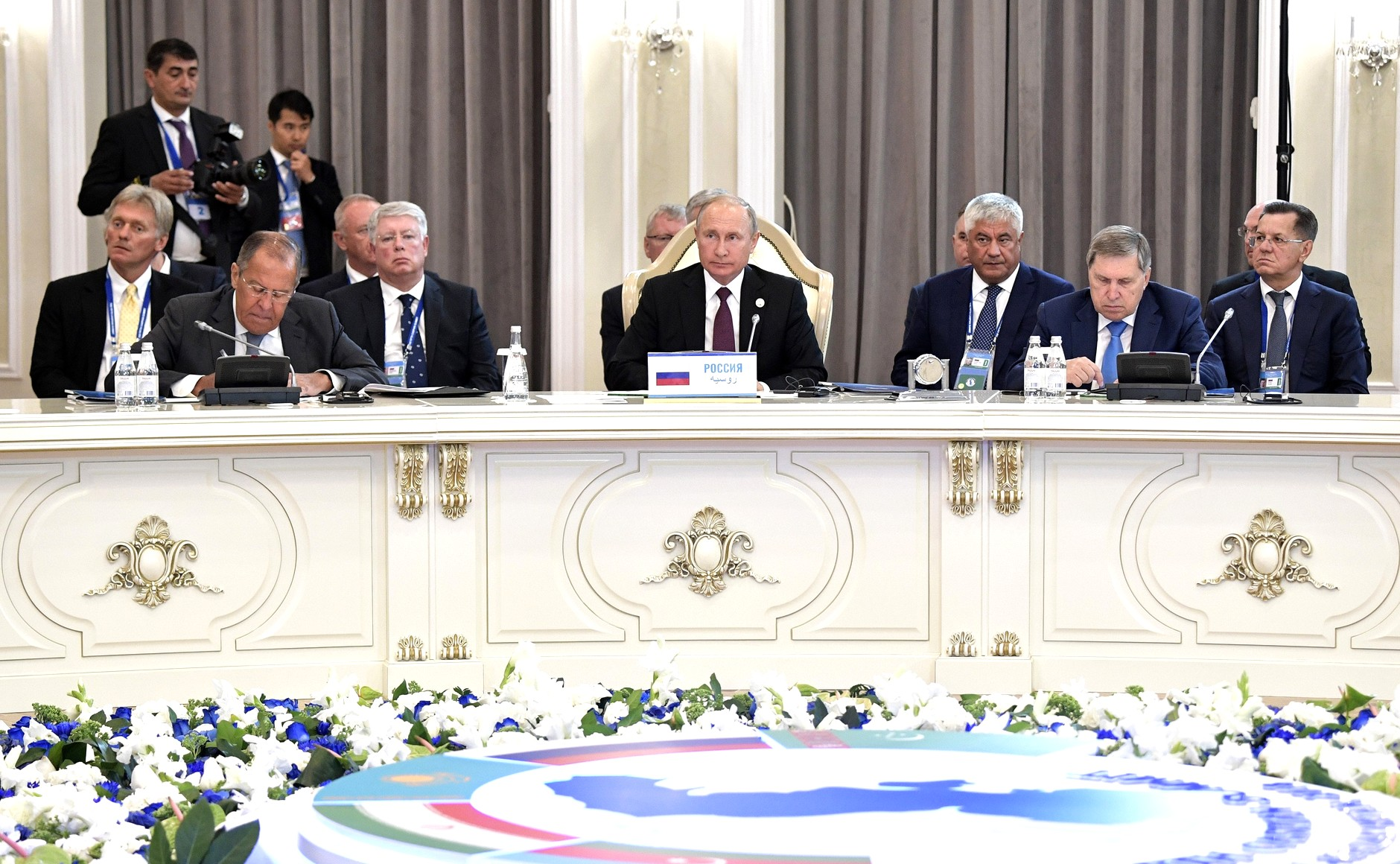
Президент Росії Володимир Путін на саміті.